# Vuelta a Toledo
Die Vuelta a Toledo war ein Straßenradrennen, das in der spanischen Provinz Toledo regelmäßig im Monat August ausgetragen wurde. Der Organisator des Etappenrennens war bis einschließlich der Austragung des Jahres 2015 der „Adler von Toledo“ Federico Bahamontes. 2016 wurde die letzte Ausgabe des Rennens ausgetragen.
Der Wettbewerb war zunächst Amateuren vorbehalten und wurde in den nationalen spanischen Radsportkalender eingetragen, hatte aber regelmäßig internationale Beteiligung. Das Rennen galt als Vorbereitung auf die seinerzeit wichtigste spanische Amateurrundfahrt Circuito Montañés. Später diente die Vuelta a Toledo Profiradsportteams als wichtiges Mittel der Talentsichtung. Zu den bekanntesten Siegern gehörten die späteren Profis José Luis Viejo, Daniel Moreno und Juan Antonio Flecha.
Die Vuelta a Toledo wurde meist über vier Etappen ausgetragen, darunter weder Zeitfahren noch Bergankünfte, und wurde daher oft auf den windigen Auftaktteilstücken entschieden.

## Sieger
| - 1966 Enrique Cifuentes Vega - 1967 Agustín Tamames - 1968 Manuel Sánchez - 1969 José Antonio Pontón - 1970 Felix Gonzalez Gorostizaga - 1971 José Luis Viejo - 1972 Jacques Marquette - 1973 Stanisław Szozda - 1974 Stanisław Szozda - 1975 Jesús López Carril - 1976 Bernardo Rey - 1977 Anastasio Greciano - 1978 Ángel Camarillo - 1979 Ángel Ocaña - 1980 Juan José Cubillo - 1981 J. Gerard Poirot - 1982 Alexander Awerin | - 1983 Eugenio Herranz - 1984 José Fernando Pacheco - 1985 Jesus Cruz Martín - 1986 José López Carrión - 1987 Gabriel Sabbiao - 1988 Gonzalo Guirao - 1989 Luis Barroso Gomez - 1990 José Luis Santos Arriba - 1991 David Plaza - 1992 Linas Knistautas - 1993 Thierry Elissalde - 1994 Savier Pascual Llorente - 1995 Miguel Ángel Martín Perdiguero - 1996 Carlos Golbano - 1997 Anton Chantyr - 1998 Vicente Bernabéu - 1999 Juan Antonio Flecha | - 2000 Luis-Fernando Poyatos - 2001 Rubén González De Castro - 2002 Luis Pasamontes - 2003 Daniel Moreno - 2004 Rodrigo García Rena - 2005 Juan Carlos Fernández Mora - 2006 Pablo Hernan Marcos - 2007 José Vicente Toribio - 2008 Raúl García de Mateos - 2009 Carlos Oyarzun - 2010 Thomas Vaubourzeix - 2011 Ibon Zugasti - 2012 Diego Tamayo - 2013 Edison Bravo Mansilla - 2014 Pedro Merino - 2015 Mikel Aristi - 2016 Gonzalo Serrano |